# Баширов, Алибаба Баба оглы
Алибаба Баба оглы Баширов (азерб. Əlibaba Baba oğlu Bəşirov; 1914, Шемахинский уезд — 10 декабря 1978, Ахсуинский район) — советский азербайджанский хлебороб, Герой Социалистического Труда (1951).

## Биография
Родился в 1914 году в селе Карадаг Шемахинского уезда Бакинской губернии (ныне Ахсуинский район Азербайджана).
Работал председателем в колхозе «Социализм» Ахсуинского района. В 1950 году получил урожай хлопка 33,8 центнеров с гектара на площади 42 гектара.
Указом Президиума Верховного Совета СССР от 12 января 1951 года за получение высоких урожаев пшеницы в 1949 году Баширову Алибабе Баба оглы присвоено звание Героя Социалистического Труда с вручением ордена Ленина и золотой медали «Серп и Молот».
Активно участвовал в общественной жизни Азербайджана. Член КПСС с 1939 года.
Скончался 10 декабря 1978 года в родном селе.